# C2orf91
C2orf91 (англ. Chromosome 2 open reading frame 91) – білок, який кодується однойменним геном, розташованим у людей на 2-й хромосомі. Довжина поліпептидного ланцюга білка становить 131 амінокислот, а молекулярна маса — 14 825.
| 10         |  | 20         |  | 30         |  | 40         |  | 50         |
| ---------- |  | ---------- |  | ---------- |  | ---------- |  | ---------- |
| MVRMSRPLFL |  | DWAWRPLCSP |  | SQSLPLTYGP |  | EGWILQWKGT |  | CRQQTALHCP |
| FDFPQAPLRG |  | RHTLSQVPNK |  | GHEKASAVQL |  | PEKQGTDQSR |  | RGPTSAVTKA |
| RTSYPESETF |  | IVYLCSYFWN |  | SSKGVYMSGS |  | T          |  |            |

A: Аланін

C: Цистеїн

D: Аспарагінова кислота

E: Глутамінова кислота

F: Фенілаланін

G: Гліцин

H: Гістидин

I: Ізолейцин

K: Лізин

L: Лейцин

M: Метіонін

N: Аспарагін

P: Пролін

Q: Глутамін

R: Аргінін

S: Серин

T: Треонін

V: Валін

W: Триптофан